# Trinomys mirapitanga
Trinomys mirapitanga é uma espécie de roedor da família Echimyidae.
É endêmica do Brasil, onde pode ser encontrada somente no estado da Bahia.